# Єгоров Артемій Олегович
Артемій (Артем) Олегович Єгоров (нар. 30 листопада 1990, Одеса) — актор театру та кіно, режисер, сценарист, музикант, співак-бард, автор пісень, фітнес-тренер, художник, волонтер.

## Життєпис
Артемій із дитинства мріяв стати актором, коли в 4-річному віці, подивившись один із голлівудських фільмів, уявляв себе супергероєм. Після школи пішов навчатися на далекобійника.
У 2004 році вступив до Одеського автодорожнього технікуму, у 2009 — на факультет психології Відкритого міжнародного інституту розвитку людини «Україна». 
У 2009—2011 роках Артемій Єгоров навчався в студії акторської майстерності «Успіх» при Одеській кіностудії, там познайомився зі своєю майбутньою дружиною — Оленою Тімковою. Також навчався у Театрі-студії сінема-центру «Тур де Форс». 

У 2010—2015 роках працював в Одеському обласному театрі ляльок і за сумісництвом виступав на сцені театру "Тур де Форс". Про цей період Артемій розповідав таке:
У театрі не платили зарплати. Зйомок не було, підробляв де міг – рекламу роздавав, вантажником був, будівельником, нічним прибиральником, сушистом. Я зневажаю бідність і вважаю, що художник не має бути голодним. Немає нічого ганебного в тому, щоб бути бідним, але просто жахливо задовольнятися цим усе життя, заощаджувати й не робити нічого для того, щоб стати фінансово успішним
У той час грошима йому допомагали батьки.
Не має професійної акторської освіти.
У 2012 році дебютує в статусі актора фільмів у стрічці «Особисте життя слідчого Савельєва». Грав переважно другопланові ролі.
У 2017 році Артемій Єгоров отримав свою першу головну роль у фільмі «Ноти кохання».

2019 рік став переломним моментом у кар'єрі Артемія — він зіграв капітана поліції Олега Гончара у серіалі Розтин покаже. Сам актор відгукується про цей проєкт так:
«Розтин» — це надважливий проєкт для мене, один з улюблених серіалів, ще і з акторами, яких я дуже люблю: Ігор Портянко, Міша Досенко, Оля Гришина, Сергій Сипливий. Мені взагалі щастить на потужних партнерів[...].
Після початку повномасштабного вторгнення Росії в Україну Артемій перебував у відчаї та думав, що його акторська кар'єра завершена. Актор брав участь в укріпленні Одеси, носив мішки з піском для оборонних споруд та возив гуманітарну допомогу.

## Музичні виступи
- 2013 — Восторг Бытия (авторська пісня, російською мовою) — Одеса, Театр на Чайній[9].
- 2014 — Восторг Бытия (авторська пісня, російською мовою) — Одеса, Театр на Чайній[9].

## Театр
- 2023 — Основний Інстинкт[4]; реж. Сергій Санін

## Фільмографія
| Рік  |        | Назва                             | Роль                     |
| ---- | ------ | --------------------------------- | ------------------------ |
| 2012 | серіал | Особисте життя слідчого Савельєва |                          |
| 2013 | серіал | Станиця                           |                          |
| 2014 | серіал | Гордіїв вузол                     |                          |
| 2014 | серіал | Сни                               |                          |
| 2014 | серіал | Син за батька                     |                          |
| 2014 | серіал | Світло і тінь маяка               |                          |
| 2015 | серіал | Анка з Молдаванки                 |                          |
| 2015 | серіал | Прокурори                         |                          |
| 2016 | серіал | Бебі-бум                          |                          |
| 2016 | серіал | Схід-Захід                        |                          |
| 2016 | серіал | Маестро                           |                          |
| 2016 | серіал | На лінії життя                    |                          |
| 2016 | серіал | Потрійний захист                  |                          |
| 2017 | серіал | Зустрічна смуга                   |                          |
| 2017 | фільм  | Ноти кохання                      |                          |
| 2017 | серіал | Список бажань                     |                          |
| 2018 | серіал | Копи на роботі                    | Кирило                   |
| 2018 | серіал | Соломонове рішення                |                          |
| 2018 | серіал | Тінь кохання                      |                          |
| 2018 | серіал | Список бажань                     |                          |
| 2018 | серіал | Нелегали                          |                          |
| 2019 | фільм  | Захар Беркут                      |                          |
| 2019 | серіал | Розтин покаже                     | Олег Гончар              |
| 2020 | серіал | Євродиректор                      | Даніель Янсен            |
| 2020 | серіал | Карпатський рейнджер              | шериф Пол Гордійчак      |
| 2022 | серіал | Гарячий                           | Оперативник Макс Горячев |
| 2022 | фільм  | Сусідка                           | Петро                    |
| 2023 | серіал | Встигнути до 30                   |                          |
| 2024 | серіал | Просто Надія                      |                          |
| 2024 | фільм  | Буча                              | Станіслав                |
| 2024 | серіал | Батьківський комітет              |                          |
| 2025 | фільм  | Потяг у 31 грудня                 | Олексій Петриненко       |
| 2025 | фільм  | Песики                            |                          |

## Цікаві факти
Рідна мова Артемія — російська. З початку повномасштабного вторгнення перейшов на українську:

Російська, так би мовити, моя рідна, я навчався в російськомовній школі, але вчив у школі й українську. І з української літератури у мене оцінки були кращі, ніж з російської. Вірші українською я вчив легше, ніж російською. Просто в мене не було практики, тому можу забувати деякі слова.

За паспортом він Артем, саме так майбутнього актора назвали батьки. Але самому Єгорову більше подобається варіант Артемій:
За паспортом я Артем, хрещений як Артемій. Так приємніше звучить, тому для сцени обрав це ім'я. Є багато суперечок, що це два різних імені, але для мене це одне й те саме, як, наприклад, Діма і Дмитро. 
За словами Артемія в період актора-початківця, який тривав сім років, він ночував на вокзалах та ходив на невдалі кастинги.
Улюблена пташка — горихвістка чорна.

## Стиль акторської гри
Артемій Єгоров завдяки своїй своєрідній манері гри (іронічність, брутальність, гумор та акцент на фізичній силі) в серіалі «Карпатський рейнджер» серед глядачів здобув прізвисько «український Чак Норріс». Про таку популярність актор каже наступне:
[...] Це приємне порівняння. Мене часто впізнають саме як Рейнджера. Пару разів це допомогло мені не отримати штраф за порушення правил дорожнього руху[...]. А кумирами були, є і будуть — не тільки як актори, а і як люди, які досягли неймовірних висот, які мотивували мене підійматися після поразок та іти далі, — Арнольд Шварценеггер і Сильвестр Сталлоне.
Герої Артемія зазвичай дуже самовпенені, агресивні та привертають велику увагу протилежної статі (образ сексі-мачо). Фірмовим знаком героїв Артемія є перекручування слів — на приклад, алібі у нього це "хріналібі"; та приказки — на приклад, "стьобаний пістон". 
Артемій Єгоров не має нічого проти гри в оголених сценах. Ходить на прем'єри власних фільмів. 

## Особисте життя
Одружений із Оленою Тімковою (нар. 1975), пара разом уже 14 років.
З 2016 року мешкає у Києві. 
Грає на гітарі, пише пісні. Перша гітара з’явилася в 10 років. 
В юності був членом одеської субкультури металістів, яка збиралася в Прохорівському сквері та в міському саду Одеси.